# St. Georg (Mittenwalde)

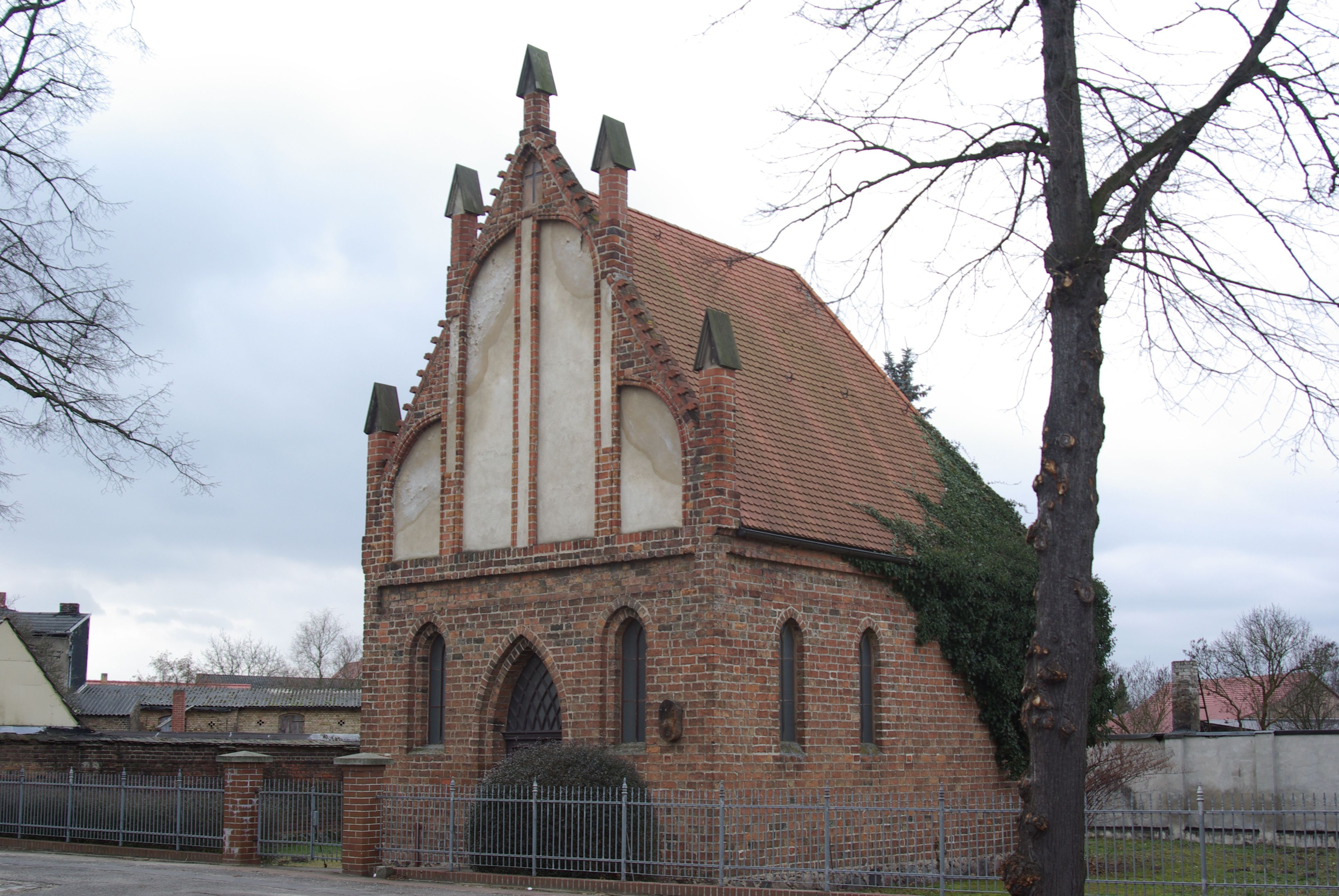
St. Georg (Mittenwalde)

Die ehemalige Spitalkirche St. Georg steht in Mittenwalde, einer Stadt im Landkreis Dahme-Spreewald in Brandenburg.

## Beschreibung
Die ehemalige Spitalkirche, die seit 1876 als Leichenhaus dient, wurde 1394 aus Backsteinen erbaut. Der Giebel im Osten des Bauwerks ist durch vier gestaffelte verputzte Blenden mit Viertelkreisschluss gegliedert und mit Krabben und Fialen besetzt. Darunter befindet sich das spitzbogige Portal.